# لحلاح توفيا
لحلاح توفيا نوع نباتي يتبع جنس اللحلاح من الفصيلة اللحلاحية.

## الموئل والانتشار
موطنه أطراف بادية الشام، حيث سجل وجوده في دمشق وجبل الحص (على أطراف بادية حلب).

## الوصف النباتي
اللحلاح عشب معمر من أحاديات الفلقة، له جعثن (كورمة) (ونادراً رئد(بالإنجليزية: Stolon))، بيضي الشكل، وتغطي الجعثن حراشف بنية، ويتشكل سنويا جعثن جديد. له أوراق قاعدية خيطية تتشكل في الربيع. النورة عنقودية تزهر في الخريف. الأزهار بيضاء جميلة يتراوح عددها بين 2 و5 أزهار، والكم له ست بتلات. والثمرة كبسولة ثلاثية الحجرات، أما الثمار فتنضج في بداية الصيف.